# تراموا وورتسبورگ
تراموا وورتسبورگ (آلمانی: Straßenbahnnetz Würzburg) سیستم تراموا در شهر وورتسبورگ، آلمان است.
این تراموا که در سال ۱۹۸۲ تاسیس شده دارای ۵ خط، ۴۶ ایستگاه و ۲۱ کیلومتر طول می‌باشد.

## نگارخانه

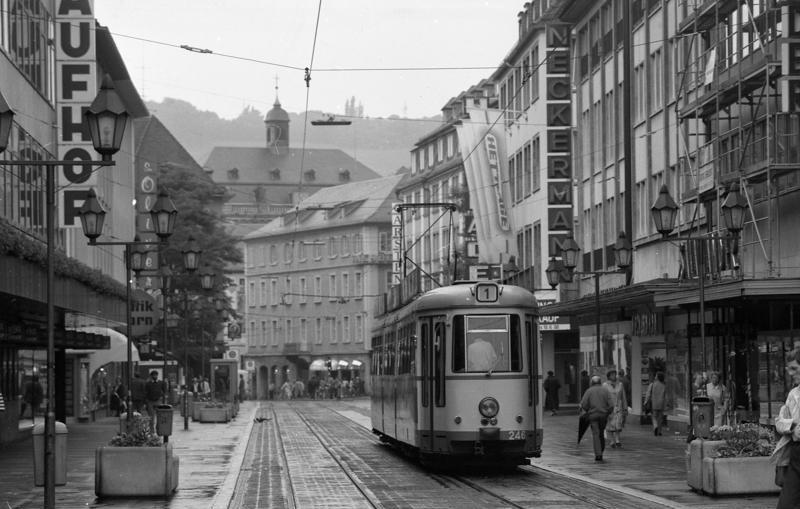
۱۹۸۸
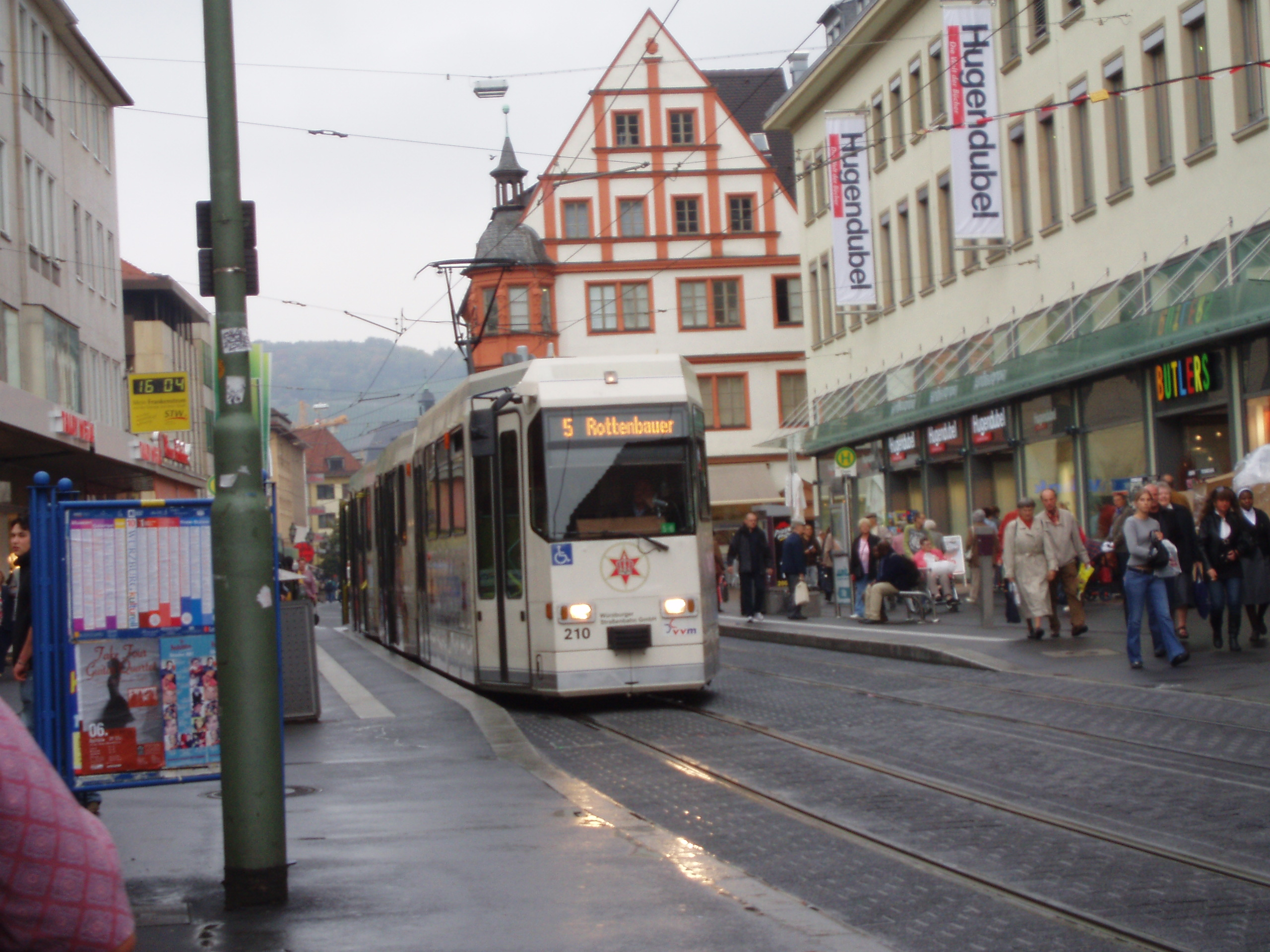
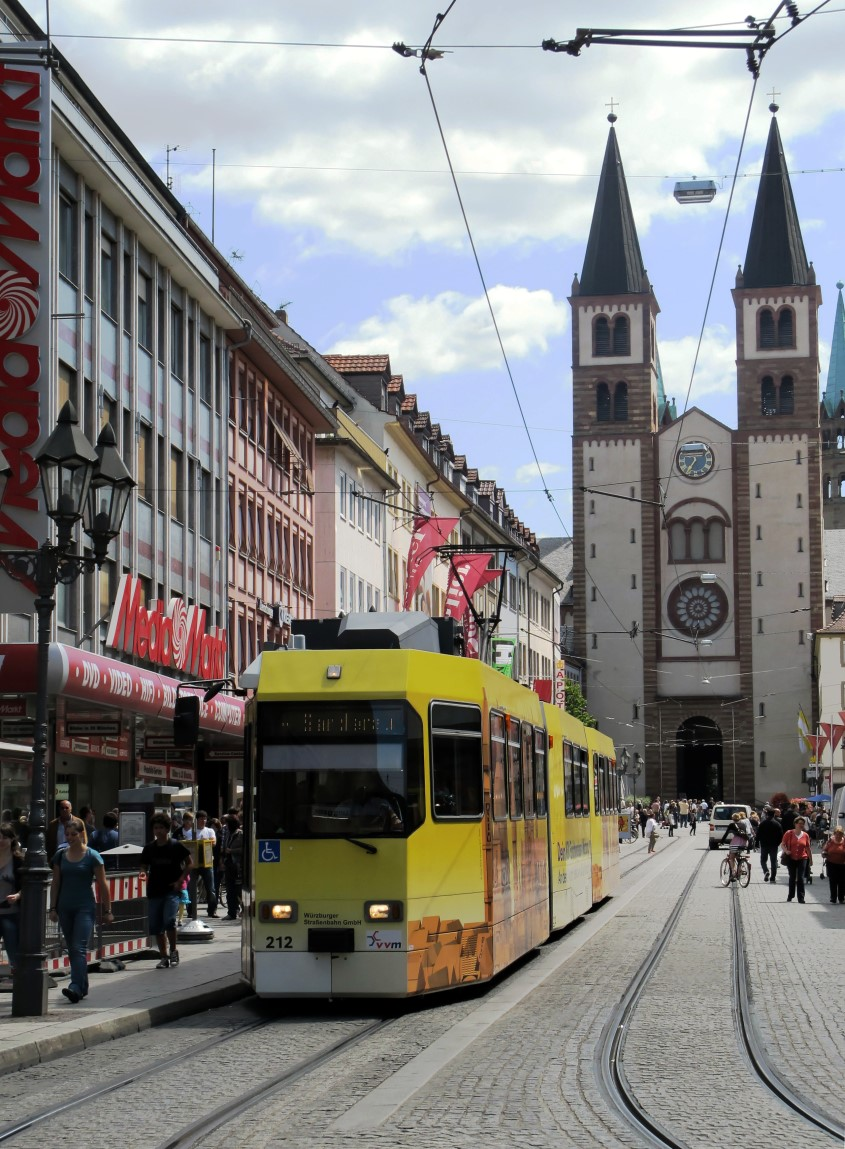
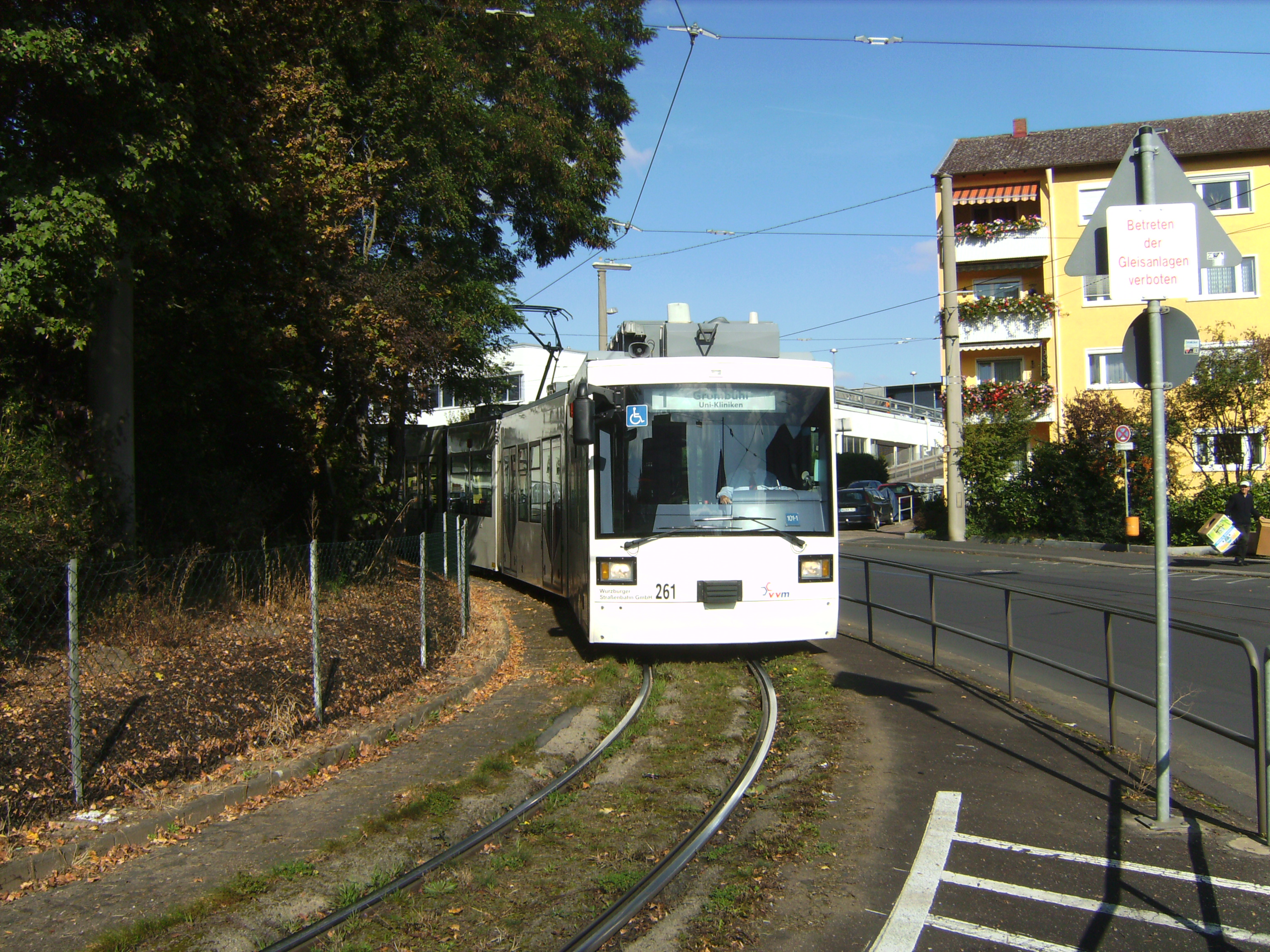